# Unitat perifèrica d'Illes
La unitat perifèrica d'Illes (en grec: Περιφερειακή ενότητα Νήσων) és una unitat perifèrica de Grècia que corresponia a una part de l'antiga prefectura del Pireu. Forma part de la perifèria d'Àtica i s'estén per les illes Saròniques, una petita part del Peloponès i Cítera.
Aquesta unitat perifèrica va ser creada el 2011 com a divisió de l'antiga prefectura del Pireu segons el programa Cal·lícrates. Es divideix en 8 municipis (entre parèntesis el número de referència al mapa de la taula):
- Egina (3)
- Anguistri (2)
- Hidra (7)
- Cítera (6)
- Poros (9)
- Salamina (10)
- Spetses (11)
- Troizinia (12)